# Piper Alpha

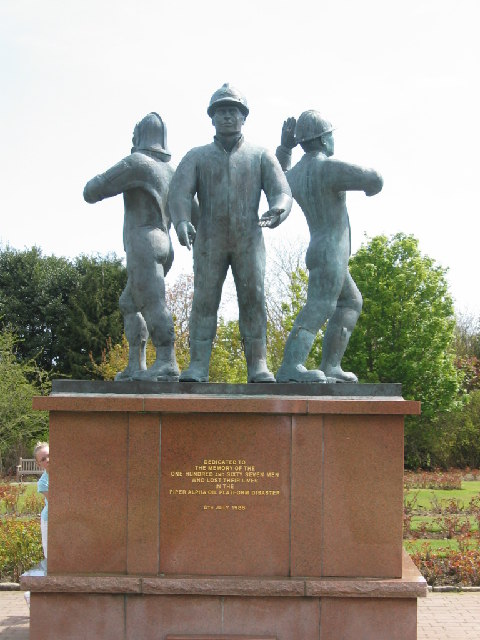
Minnesstaty i Hazlehead Park, Aberdeen

Piper Alpha var en brittisk oljeplattform i Nordsjön, förstörd genom en brandkatastrof 6 juli 1988. Vid olyckan omkom 167 av de 226 personerna på Piper Alpha. En gasläcka gav upphov till en serie explosioner. Då sprinklersystemet inte fungerade och isolering mot brand saknades, sjönk plattformen efter två timmar. Olyckan ledde bland annat till nya normer för riskanalys och isolering av stålkonstruktioner på oljeplattformar.